# کریم بلعربی
کریم بلارابی (زادهٔ ۸ آوریل ۱۹۹۰) یک بازیکن فوتبال اهل آلمان است.
پدر وی اصلیتی مراکشی و مادر وی اصلیتی آلمانی دارد، به‌همین دلیل هم می‌توانست برای تیم ملی فوتبال آلمان بازی کند یا برای تیم ملی فوتبال مراکش توپ بزند که سرانجام وی تیم ملی فوتبال آلمان را انتخاب کرد و توسط یواخیم لوو به این تیم دعوت شد.
وی در لباس بایر لورکوزن با زدن گل در ثانیه ۷ مقابل دورتموند سریع‌ترین گل تاریخ بوندس‌لیگا را به‌ثمر رساند.